# Викрадач жінок
«Викрадач жінок» (Women) — трилер 2021 року спільного виробництва США, Ісландії та Великої Британії. Режисер та сценарист Антон Сігурдссон. Продюсер Ерлінгур Джек Гудмундссон. Прем'єра в Україні відбулася 29 липня 2021 року.

## Зміст
Детективу провінційного американського містечка доводиться розслідувати серію таємничих викрадень і вбивств. Жертвами стають юні привабливі дівчата з геть різними зацікавленнями й способом життя.
Проте дещо їх об'єднує — вони студентки в групі по соціології — у одного професора з престижного коледжу.

## Знімались
| Актор                 | Роль |
| --------------------- | ---- |
| Анна Марі Доббінс     |      |
| Анна Майш             |      |
| Кайлі Делре           |      |
| Адам Дорсі            |      |
| Деніз Госсетт         |      |
| Ентоні дель Негро     |      |
| Сінді Гоган           |      |
| Келлі Шварц           |      |
| Гюнтер О'Гарроу       |      |
| Девід Мак-Малон       |      |
| Ебоні Мейсон          |      |
| Даріус Девонтейн Грін |      |
| Майкл Саймон Галл     |      |
| Тара Воррен           |      |
| Крістіан Нобле        |      |
| Сусанна Матца         |      |